# Tuinbladroller
De tuinbladroller (Clepsis consimilana) is een nachtvlinder uit de familie Tortricidae, de bladrollers. 
De spanwijdte varieert van 13 tot 19 millimeter.